# Il figlioccio del padrino
Il figlioccio del padrino è un film italiano del 1973 diretto da Mariano Laurenti. È il primo lungometraggio di Franco Franchi senza Ciccio Ingrassia, realizzato dopo il primo litigio del 1973. L'anno seguente i due torneranno insieme per interpretare Farfallon.

## Trama
Oronzo Musumeci, il figlioccio di Don Vincenzo Russo, un potente padrino della mafia di New York, viene mandato in Sicilia perché non possa più corteggiare le figlie degli altri boss provocando guai nell'ambiente della mafia americana. Tuttavia Oronzo anche in Sicilia non manca di fare conquiste femminili.

## Produzione
Il film fu girato in Provincia di Catania ad Aci Sant'Antonio e Acireale, a Palermo e a Sermoneta in Provincia di Latina. Appare in un cameo il regista Mariano Laurenti.